# Julia Álvarez
Julia Álvarez (Nueva York; 27 de marzo de 1950) es una poeta, novelista, y ensayista estadounidense con nacionalidad dominicana.

## Trayectoria
Nació en Nueva York, Estados Unidos, y se crio en República Dominicana. A los diez años se regresó a los Estados Unidos, donde actualmente reside. Tras licenciarse en Filosofía con matrícula de honor en 1971, decidió iniciar su carrera literaria. Debutó en 1984 con Homecoming, un libro de poesía, género que no ha dejado de compaginar con el de la narrativa. Escribe en inglés por haberse formado como escritora fuera del territorio dominicano. Su obra más conocida es How the García Girls Lost Their Accents (De cómo las muchachas García perdieron el acento), aunque también es autora de las novelas Antes de ser libres, En el tiempo de las mariposas, que dio origen a la película del mismo título, y Cuando tía Lola vino (de visita) a quedarse.

### Primeros años y educación
La transición de Álvarez de República Dominicana a Estados Unidos fue difícil; Sirias comenta que “perdió casi todo: una patria, un idioma, conexiones familiares, una forma de entenderse y un calor”.  Experimentó alienación, nostalgia y prejuicio en su nuevo entorno.  En How the Garcia Girls Lost Their Accents, un personaje afirma que intentar crear "conciencia [en la República Dominicana] … sería como intentar poner techos altos en un túnel". 
Como una de las pocas estudiantes latinoamericanas en su escuela católica, Álvarez enfrentó discriminación debido a su herencia.  Esto la llevó a volverse hacia el interior y la condujo a su fascinación por la literatura, a la que llamó "una patria portátil".  Muchos de sus profesores la animaron a dedicarse a la escritura y, desde muy joven, tuvo la certeza de que eso era lo que quería hacer con su vida.  A la edad de 13 años, sus padres la enviaron a la Abbot Academy, un internado, porque las escuelas locales no eran consideradas suficientes.  Como resultado, su relación con sus padres se vio afectada y se tensó aún más cuando cada verano regresaba a la República Dominicana para "reforzar sus identidades no sólo como dominicanas sino también como señoritas decentes".  Estos intercambios intermitentes entre países influyeron en su comprensión cultural, la base de muchas de sus obras. 
Después de graduarse de la Abbot Academy en 1967, asistió al Connecticut College de 1967 a 1969 (donde ganó el Premio de poesía Benjamin T. Marshall) y luego se transfirió al Middlebury College, donde obtuvo su licenciatura en Artes, summa cum laude y Phi Beta Kappa (1971). Posteriormente obtuvo una maestría en la Universidad de Syracuse (1975). 

### Carrera
Después de obtener una maestría en 1975, Álvarez aceptó un puesto como escritora residente en la Comisión de Artes de Kentucky. Viajó por todo el estado visitando escuelas primarias, secundarias, universidades y comunidades, realizando talleres de escritura y dando lecturas. Ella atribuye a estos años el haberle proporcionado una comprensión más profunda de Estados Unidos y a haberla ayudado a realizar su pasión, la enseñanza. Después de su trabajo en Kentucky, extendió sus esfuerzos educativos a California, Delaware, Carolina del Norte, Massachusetts, Washington D. C. e Illinois. 
Álvarez fue profesora de inglés en la Universidad de Vermont, en Burlington, Vermont, durante un período de dos años, entre 1981 y 1983. Impartió talleres de escritura creativa: ficción y poesía, introductorios y avanzados (para estudiantes de último año y de posgrado), así como un curso sobre ficción (formato de conferencia, 45 estudiantes). 
Además de escribir, Álvarez ocupa el puesto de escritora residente en Middlebury College, donde enseña escritura creativa a tiempo parcial.  Actualmente reside en el Valle de Champlain en Vermont. Se ha desempeñado como panelista, consultora y editora, y como juez de premios literarios como el PEN/Newman's Own First Amendment Award y el Premio Casa de las Américas,  y también da lecturas y conferencias por todo el país.  Ella y su socio, Bill Eichner, un oftalmólogo, crearon Alta Gracia, un centro de alfabetización agrícola dedicado a la promoción de la sustentabilidad ambiental y la alfabetización y la educación en todo el mundo.   Álvarez y su esposo compraron la finca en 1996 con la intención de promover el cultivo cooperativo e independiente del café en la República Dominicana.  Álvarez es parte de Frontera de Luces, un grupo activista que fomenta las relaciones positivas entre Haití y la República Dominicana. 

## Escritura literaria
Álvarez es considerada una de las escritoras latinas de mayor éxito crítico y comercial de su tiempo.  Sus obras publicadas incluyen cinco novelas, un libro de ensayos, tres colecciones de poesía, cuatro libros infantiles y dos obras de ficción adolescente. 
Entre sus primeras obras publicadas se encuentran colecciones de poesía; The Homecoming, publicada en 1984, ampliada y republicada en 1996. La poesía fue la primera forma de escritura creativa de Álvarez y ella explica que su amor por la poesía tiene que ver con el hecho de que "un poema es muy íntimo, de corazón a corazón". 
La poesía de Álvarez celebra y cuestiona la naturaleza y los rituales de la vida familiar (incluidas las tareas domésticas), un tema presente en su conocido poema "Dusting". Los matices de la vida familiar asfixiada, como el exilio, la asimilación, la identidad y la clase social, fluyen y refluyen apasionadamente a través de sus poemas.
Álvarez encontró inspiración para su obra en un pequeño cuadro de 1894 de Pierre Bonnard llamado The Circus Rider.  Sus poemas, como sugiere la crítica Elizabeth Coonrod Martínez, dan voz a la lucha de los inmigrantes. 
How the Garcia Girls Lost Their Accents, la primera novela de Álvarez, se publicó en 1991 y pronto fue ampliamente aclamada. Es la primera novela importante escrita en inglés por un autor dominicano.  Una novela en gran parte personal, el libro detalla temas sobre la hibridación cultural y las luchas de una República Dominicana postcolonial.   Álvarez ilumina la integración de la inmigrante latina en la corriente principal de los Estados Unidos y muestra que la identidad puede verse profundamente afectada por las diferencias de género, étnicas y de clase.  Ella utiliza sus propias experiencias para ilustrar los profundos contrastes culturales entre el Caribe y los Estados Unidos.  Tan personal era el material de la novela que, durante meses después de su publicación, su madre se negó a hablar con ella; sus hermanas tampoco estaban contentas con el libro.  El libro ha vendido más de 250.000 copias y fue citado como un libro notable de la Asociación de Bibliotecas de Estados Unidos. 
Publicada en 1994, su segunda novela, En el tiempo de las mariposas, tiene una premisa histórica y profundiza en la muerte de las hermanas Mirabal durante la época de la dictadura de Trujillo en República Dominicana. En 1960, sus cuerpos fueron encontrados al pie de un acantilado en la costa norte de la isla y se dice que formaban parte de un movimiento revolucionario para derrocar al régimen opresivo del país en ese momento. A estas figuras legendarias se les conoce como Las Mariposas.  Esta historia retrata a las mujeres como personajes fuertes que tienen el poder de alterar el curso de la historia, lo que demuestra la afinidad de Álvarez por las protagonistas femeninas fuertes y los movimientos anticoloniales.  Como ha explicado Álvarez:

"Espero que a través de esta historia ficticia pueda acercar a los lectores de habla inglesa el conocimiento de estas famosas hermanas. El 25 de noviembre, día de sus asesinatos, se celebra en muchos países latinoamericanos el Día Internacional contra la Violencia hacia la Mujer. Obviamente, estas hermanas, que lucharon contra un tirano, han servido como modelos para las mujeres que luchan contra las injusticias de todo tipo".

En 1997, Álvarez publicó Yo! , una secuela de How the García Girls Lost Their Accents, que se centra únicamente en el personaje de Yolanda.  A partir de sus propias experiencias, Álvarez retrata el éxito de una escritora que utiliza a su familia como inspiración para su obra.  Yo! Podría considerarse como las reflexiones y críticas de Álvarez sobre su propio éxito literario.  Las opiniones de Álvarez sobre la hibridación de la cultura a menudo se transmiten a través del uso de malapropismos español-inglés, o spanglish; tales expresiones son especialmente prominentes en How the García Girls Lost Their Accents. Álvarez describe el lenguaje del personaje de Laura como "una mezcolanza de modismos y dichos mezclados". 
En 2001, Julia Álvarez publicó su primer libro ilustrado para niños, The Secret Footprints. Este libro fue escrito por Álvarez e ilustrado por Fabián Negrín. El libro trataba sobre las Ciguapas, que son parte de una leyenda dominicana. Las Ciguapas son un pueblo ficticio de piel oscura, ojos negros y cabello largo y brillante que cae a lo largo de todo su cuerpo. Tienen los pies hacia atrás, de modo que cuando caminan sus huellas apuntan hacia atrás. El personaje principal se llama Guapa, y se la describe como una persona audaz y con una fascinación por los humanos hasta el punto de amenazar el secreto de las Ciguapas. El libro aborda temas como la comunidad, la curiosidad, la diferencia, los roles de género y el folclore.
Álvarez también ha publicado ficción para adultos jóvenes, en particular Return to Sender (2009) sobre la amistad que se forma entre el hijo en edad de escuela secundaria de un granjero lechero de Vermont y la hija de la misma edad de un trabajador lechero mexicano indocumentado contratado por la familia del niño. Las vidas de los niños ofrecen muchos paralelismos, ya que ambos pierden a un abuelo y tienen a uno de sus padres herido (Tyler) o desaparecido (Mari), pero otros aspectos de sus vidas se viven en marcado contraste según su estatus legal. El libro aboga por una humanidad compartida que trascienda fronteras y nacionalidades, pero no elude cuestiones difíciles como el cruce peligroso de fronteras, los coyotes criminales que explotan a los vulnerables y la deportación forzada. Una obra similar para adultos jóvenes que examina circunstancias políticas difíciles y la experiencia de los niños en ellas es Before We Were Free (2003), narrada desde la perspectiva de una niña en la República Dominicana en los meses anteriores y posteriores al asesinato del dictador Rafael Trujillo. Esta novela aborda la historia dominicana en una trama accesible y fascinante, describiendo aspectos de la situación de 1961 poco cubiertos en la mayoría de las historias en inglés. Una vez más, Álvarez utiliza la amistad entre un chico estadounidense y una joven latina como parte de la historia, pero hace que la relación sea mucho menos central en este trabajo anterior.
In the Name of Salomé (2000) es una novela histórica basada en las vidas de Salomé Ureña y de Camila Henríquez Ureña, ambas escritoras dominicanas y madre e hija respectivamente, para ilustrar cómo dedicaron sus vidas a causas políticas. La novela se desarrolla en varios lugares, incluida la República Dominicana en un contexto de turbulencia política, la Cuba comunista en la década de 1960 y varios campus universitarios en los Estados Unidos, y contiene temas de empoderamiento y activismo. Como las protagonistas de esta novela son mujeres, Álvarez ilustra cómo estas mujeres "se unieron en su amor mutuo por [su patria] y en su fe en la capacidad de las mujeres para forjar una conciencia para nuestras Américas".  Este libro ha sido ampliamente aclamado por su cuidadosa investigación histórica y su cautivadora historia, y fue descrito por Publishers Weekly como "una de las novelas políticamente más conmovedoras del último medio siglo". 
En 2020, Álvarez publicó su primera novela para adultos en 14 años, Afterlife. Álvarez tenía 70 años cuando se publicó Afterlife. Tras haberse hecho famosa con conmovedoras historias sobre el paso a la edad adulta, Álvarez cambió su enfoque hacia "la desconcertante transición hacia la vejez". La protagonista principal tiene raíces tanto en la cultura estadounidense como en la dominicana, lo que refleja los propios antecedentes de Álvarez. Álvarez incorpora libremente palabras y frases en español en la historia sin utilizar cursiva, citas o traducciones. 
En 2024 publicó su séptimo novela El cementerio de los cuentos sin contar, una novela del realismo mágico que sigue a Alma, una autora prolífica que, después de retirarse de su trabajo docente y de su carrera como escritora, hereda un terreno en República Dominicana donde decide crear un cementerio para sus manuscritos y notas no acabados. La novela fue escrita basándose en la propia experiencia de Álvarez como autora exitosa con "un sótano lleno de [manuscritos]" de historias no escritas.

## Influencia en la literatura latina
Álvarez es considerada una de las escritoras latinas de mayor éxito crítico y comercial de su tiempo.  Como observa Elizabeth Coonrod Martínez, Álvarez es parte de un movimiento de escritoras latinas que también incluye a Sandra Cisneros y Cristina García, quienes entrelazan temas de la experiencia de cruzar las fronteras y culturas de América Latina y los Estados Unidos.  Coonrod Martínez sugiere que una generación posterior de escritores dominicano-estadounidenses, como Angie Cruz, Loida Maritza Pérez, Nelly Rosario y Junot Díaz, se han inspirado en el éxito de Álvarez.  Álvarez ha admitido que:

“…lo malo de ser una ‘escritora latina’ es que me quieren convertir en portavoz. ¡No hay portavoz! Hay muchas realidades, distintos matices y clases”.

How the García Girls Lost Their Accents es la primera novela escrita por una mujer dominicana-estadounidense que recibe gran reconocimiento y atención en los Estados Unidos.  El libro retrata la identidad étnica como problemática en varios niveles. Álvarez desafía las suposiciones comúnmente aceptadas sobre el multiculturalismo como estrictamente positivo. Ella considera que gran parte de la identidad de los inmigrantes se ve muy afectada por los conflictos étnicos, de género y de clase.  Según la crítica Ellen McCracken:

"La transgresión y los matices incestuosos pueden no ser el contenido habitual del deseable producto multicultural de la corriente dominante, pero el uso que hace Álvarez de tales tácticas narrativas pone de relieve la centralidad de la lucha contra el abuso del poder patriarcal en la temprana contribución de esta dominicana estadounidense a la nueva narrativa latina de los años 1990".

Respecto al movimiento de mujeres en la escritura, Álvarez explica:

"... Sin duda, todavía hay un techo de cristal en lo que respecta a las novelistas. Si tenemos un personaje femenino, puede que esté involucrada en algo monumental, pero también cambia pañales y cocina, y sigue haciendo cosas que hacen que se la considere una novela de mujeres. Ya sabes, una novela de hombres es universal; una novela de mujeres es para mujeres".

Álvarez afirma que su objetivo no es simplemente escribir para mujeres, sino también abordar temas universales que ilustren una interconexión más general.  Ella explica:

"Lo que intento hacer con mis escritos es adentrarme en esos otros yoes, en otros mundos. Convertirme cada vez más en nosotros mismos."

Como ilustración de este punto, Álvarez escribe en inglés sobre temas de la República Dominicana, utilizando una combinación de inglés y español.  Álvarez se siente empoderado por la noción de que las poblaciones y culturas de todo el mundo se mezclan, y por eso se identifica como un "Ciudadano del Mundo". 

## Premios y reconocimientos
Álvarez ha recibido subvenciones del Fondo Nacional para las Artes y de la Fundación Ingram Merrill. Algunos de sus manuscritos poéticos tienen ahora un hogar permanente en la Biblioteca Pública de Nueva York, donde su trabajo fue presentado en una exhibición, "La mano del poeta: manuscritos originales de 100 maestros, desde John Donne hasta Julia Álvarez".  Recibió el Premio Lamont de la Academia de Poetas Estadounidenses en 1974, el primer premio en narrativa del Third Woman Press Award en 1986 y un premio de la Fundación General Electric en 1986.  En 2009 recibió el Premio Fitzgerald por sus logros en la literatura estadounidense.
How the García Girls Lost Their Accents fue el libro ganador del Premio Literario PEN Oakland-Josephine Miles de 1991 para obras que presentan un punto de vista multicultural.  Yo! Fue seleccionado como un libro notable por la Asociación Americana de Bibliotecas en 1998. Before We Were Free ganó la Medalla Belpre en 2004,  y Return to Sender ganó la Medalla Belpre en 2010.  También recibió el Premio Herencia Hispana en Literatura en 2002. 

## Obras

### Ficción
- How the García Girls Lost Their Accents. Chapel Hill, NC: Algonquin Books, 1991. ISBN 978-0-945575-57-3.
- Yo!. Chapel Hill, NC: Algonquin Books, 1997. ISBN 978-0-452-27918-6.
- In the Name of Salomé. Chapel Hill, NC: Algonquin Books, 2000. ISBN 978-1-56512-276-5.
- Saving the World: A Novel. Chapel Hill, NC: Algonquin Books, 2006. ISBN 9781565125100.
- The Cementary of Untold Stories, Chapel Hill, NC: Algonquin Books, 2024.

#### Para niños y  jóvenes
- The Secret Footprints. New York: Knopf, 2000. ISBN 978-0-440-41747-7.
- A Cafecito Story. White River Junction, VT: Chelsea Green, 2001. ISBN 978-1-931498-00-5.
- How Tia Lola Came to visit Stay. New York: Knopf, 2001. ISBN 978-0-375-90215-4.
- Before We Were Free. New York: A. Knopf. 2002. ISBN 978-0-375-81544-7.
- Finding Miracles. New York: Knopf, 2004. ISBN 978-0-375-92760-7
- A Gift of Gracias: The Legend of Altagracia. New York: Knopf. 2005. ISBN 978-0-375-82425-8.
- El mejor regalo del mundo: la leyenda de la Vieja Belen / The Best Gift of All: The Legend of La Vieja Belen. Miami: Alfaguara, 2009. (libro bilingüe)
- Return to Sender. New York: Alfred A. Knopf. 2009. ISBN 978-0-375-85838-3.
- How Tia Lola Learned to Teach. New York: Knopf. 2010. ISBN 978-0-375-86460-5.
- How Tía Lola Saved the Summer. New York: Knopf. 2011. ISBN 978-0-375-86727-9.
- How Tia Lola Ended Up Starting Over. New York: Knopf, 2011. ISBN 978-0-375-86914-3.

### Poesía
- The Other Side (El Otro Lado), Dutton, 1995, ISBN 978-0-525-93922-1
- Homecoming: New and Selected Poems, Plume, 9996, ISBN 978-0-452-27567-6 - reeditado en 1984, con nuevos poemas
- The Woman I Kept to Myself, Algonquin Books of Chapel Hill, 2004; 2011, ISBN 978-1-61620-072-5

### No ficción
- Something to Declare, Algonquin Books of Chapel Hill, 1998, ISBN 978-1-56512-193-5 (ensayos)
- Once Upon a Quinceañera: Coming of Age in the USA. Penguin. 2007. ISBN 978-0-670-03873-2.
- A Wedding in Haiti: The Story of a Friendship 2012
- In the Time of the Butterflies. Chapel Hill, NC: Algonquin Books, 1994. ISBN 978-1-56512-038-9